# Шейк Умар Конате
Шейк Умар Конате (фр. Cheick Konaté; нар. 2 квітня 2004, Бамако) — малійський футболіст, захисник французького клубу «Клермон» та національної збірної Малі.

## Клубна кар'єра
Шейк Умар Конате народився у 2004 році в Бамако, але ще в ранньому віці перебрався до Франції, де розпочав займатися футболом у школі клубу «Гідарс».
У 2022 році малійський футболіст став гравцем французького клубу «Клермон», спочатку грав за резервну команду «Клермон-2», але за короткий час став гравцем основного складу команди. Станом на 17 лютого 2025 року відіграв за команду 50 матчів у чемпіонаті.

## Виступи за збірну
У 2024 році Шейк Умар Конате дебютував у складі національної збірної Малі. Станом на лютий 2025 року зіграв у складі збірної 1 матч, у якому забитим м'ячем не відзначився.